# Bajoranci
Bajoranci su vrsta veoma slična ljudima, iz TV serije Zvjezdane staze.

## Fiziologija
Bajoranci su vrsta vrlo slična ljudima, iako imaju nos s dva do sedam "rebara" po njemu. Srce im je vertikalno simetrično, za razliku od ljudskog, koje je simetrično pod nagnutom osi. Punktura srčane klijetke uzrokuje trenutačnu smrt. Ženke nose djecu svega pet mjeseci, formirajući delikatnu mrežu krvnih žila između sebe i djeteta (umjesto pupčane vrpce). Tijekom trudnoće žene bi često zahvatili napadaji kihanja. Bajoranci žive preko 100 godina. 

## Povijest

### Rana povijest
Tijekom 24. stoljeća, Bajoranska je kultura postojala već više od 500.000 godina. Ponos Bajora u stara vremena bili su znanstvenici, matematičari, filozofi i umjetnici. Među starijom poviješću, najslavnije je bilo doba Prve Republike (prije 20 000 - 25 000 god.), za čijeg vremena su sagrađeni veličanstveni gradovi poput B'hale.
Sljedeća velika faza u povijesti bilo je otkriće prve "Suze Proroka" iznad planeta Bajora (prije oko 10 000 godina). To je otkriće započelo novu eru duhovne povezanosti s Bajoranskim bogovima, Prorocima. Do 16. stoljeća, Bajoranci su razvili warp, te su istraživali susjedne svjetove. Neki su istraživači dospjeli i do Kardasije, nekoliko svj. god. daleko. Razdoblje završava aneksijom Bajora Kardasiji, prije 2319. godine.

### Kardasijanska okupacija (2328. – 2369.)
Bajor je pod aneksijom i kontrolom Kardasijanske Unije. Kardasijanci su koristili resurse Bajora, upražnjavajući kopanje za dragocjenostima, prisilno ropstvo i genocide. Okupacija je potaknula stvaranje Bajoranskog Otpora, koji je koristio sabotažu i taktike terora kako bi zastrašio Kardasijance i natjerao ih da se povuku. Mnogi su Bajoranci pobjegli s planeta i naselili se posvuda. Većina je živjela siromašno, u izbjegličkim kampovima, poput onog na planetu Valo II.

### Neovisni Bajor
Nakon 40 godina Kardasijanskog terorizma, 2369. godine Kardasijanci su se povukli s Bajora, ostavljajući ga bez resursa i politički nestabilnog. Novoformirana provizijska vlada zatražila je pomoć Federacije. Zvjezdana Flota ustanovila je skupnu administraciju s Bajoranskom Milicijom na bivšoj Kardasijanskoj svemirskoj postaji Terok Nor, preimenovanoj u Deep Space Nine. Aplicirali su se za članstvo u Federaciji i 2373. su postali članovi Federacije. Poslije su povukli članstvo jer im je prijetilo uništenje osim ako bi bili nezavisni.